# Grosser Mann, was nun?
Grosser Mann, was nun? was een Duitse tv-serie van 8 afleveringen die vanaf 8 juni 1969 op Nederland 1 door de KRO werd uitgezonden. De serie ging over fabrieksdirecteur Heinrich König (Gustav Knuth (1901–1987), ook hoofdrolspeler in de serie Salto Mortale) die klein begint, maar uitgroeit tot een rijk en succesvol ondernemer. Hij blijft echter gewoon en moet steeds wennen aan de rijkdom en grandeur die aan zijn status van succesvol ondernemer vastzitten. De serie werd in 1967-1968 in Duitsland uitgezonden.
De titel was een speelse variant op de naam van de bekende roman Kleiner Mann - was nun? van Hans Fallada.
Gustav Knuth won in 1968 een Bambi Award voor beste acteur.